# Gare de Pontrieux
Ne doit pas être confondu avec Halte de Pontrieux.
La gare de Pontrieux est une gare ferroviaire française de la ligne de Guingamp à Paimpol, située à proximité du port de la commune de Pontrieux, dans le département des Côtes-d'Armor en région Bretagne.
Pontrieux est une halte ferroviaire de la Société nationale des chemins de fer français (SNCF), desservie par des trains express régionaux TER Bretagne. Cette ligne présente la particularité d'être exploitée en affermage par la société des Chemins de fer et transport automobile (CFTA) et d'être en saison l'une des gares terminus, avec Paimpol, du train touristique La Vapeur du Trieux.

## Situation ferroviaire
Établie à 11 m d'altitude, la gare de Pontrieux est située au point kilométrique (PK) 526,284 de la ligne de Guingamp à Paimpol, entre les haltes de Pontrieux et de Frynaudour.

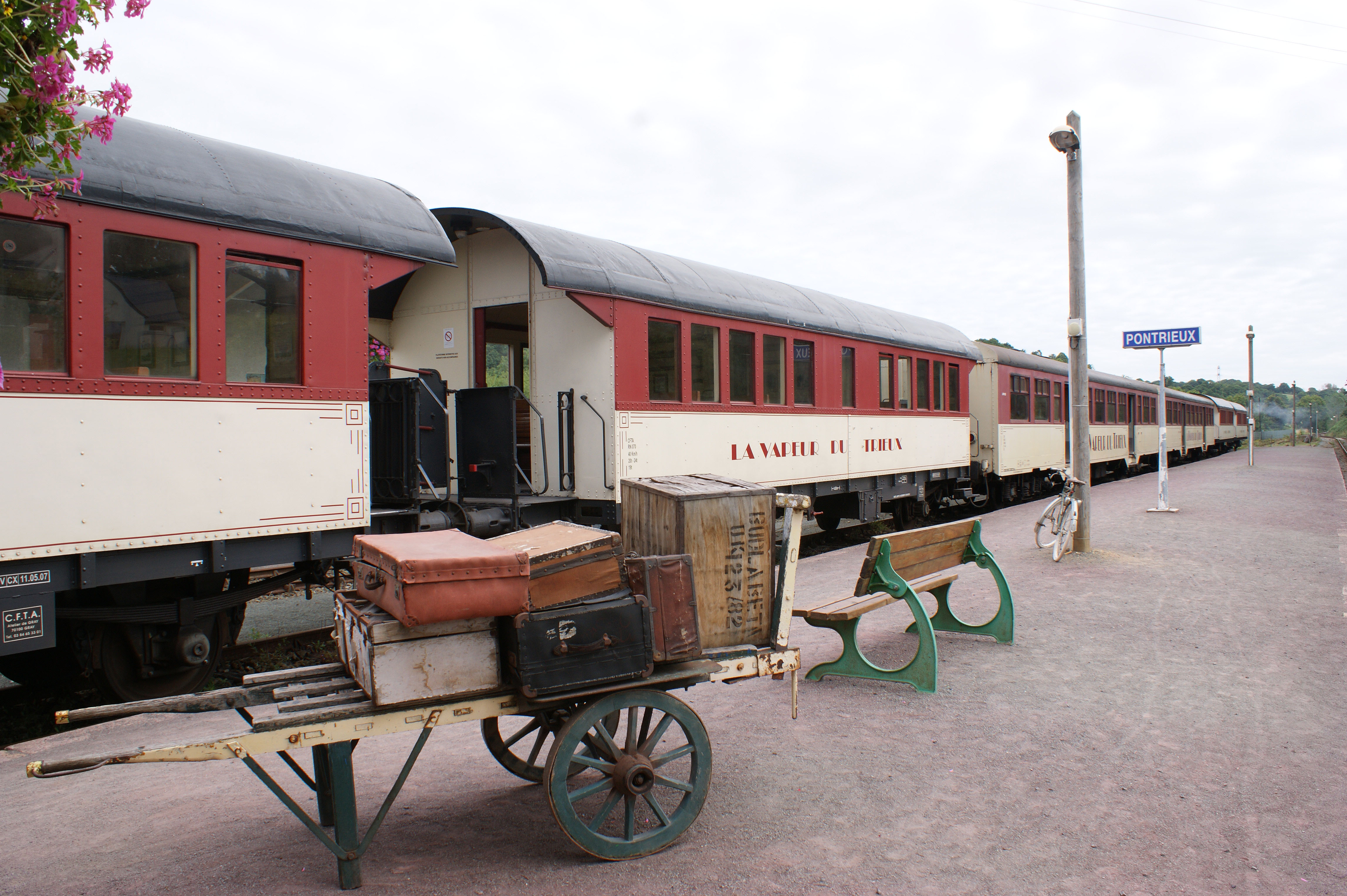
Le quai central avec les voitures du train La Vapeur du Trieux.

## Histoire
Depuis 1963, la ligne est exploitée en affermage par la société des Chemins de fer et transport automobile (CFTA).

## Fréquentation
De 2015 à 2023, selon les estimations de la SNCF, la fréquentation annuelle de la gare s'élève aux nombres indiqués dans le tableau ci-dessous.
| Année     | 2015  | 2016  | 2017  | 2018  | 2019  | 2020  | 2021  | 2022  | 2023  |
| --------- | ----- | ----- | ----- | ----- | ----- | ----- | ----- | ----- | ----- |
| Voyageurs | 5 943 | 3 412 | 5 388 | 5 835 | 5 501 | 3 797 | 4 109 | 6 641 | 7 798 |

## Service des  voyageurs

### Accueil
Halte SNCF, est un point d'arrêt non géré (PANG) à entrée libre. Des informations pratiques, sur la sécurité, l'utilisation de la halte et les horaires de desserte, sont affichées dans l'abri de quai.

### Desserte
Pontrieux est desservie par des trains TER Bretagne qui effectuent des missions entre les gares de Paimpol et Guingamp.

## Gare terminus du train La Vapeur du Trieux

### Service des voyageurs
Pendant la période de circulation saisonnière de ce train (voir jours et horaires sur le site de La Vapeur du Trieux), la gare est le terminus de la ligne touristique.

### Galerie de photos

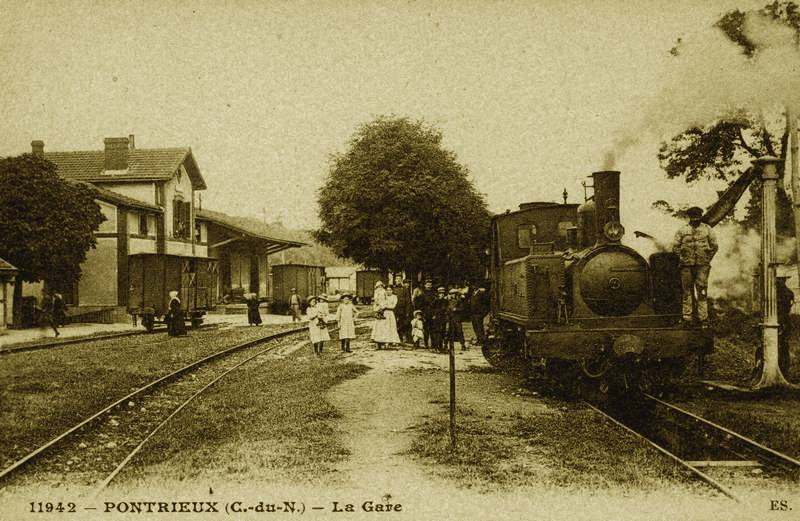
La gare du réseau breton vers 1900
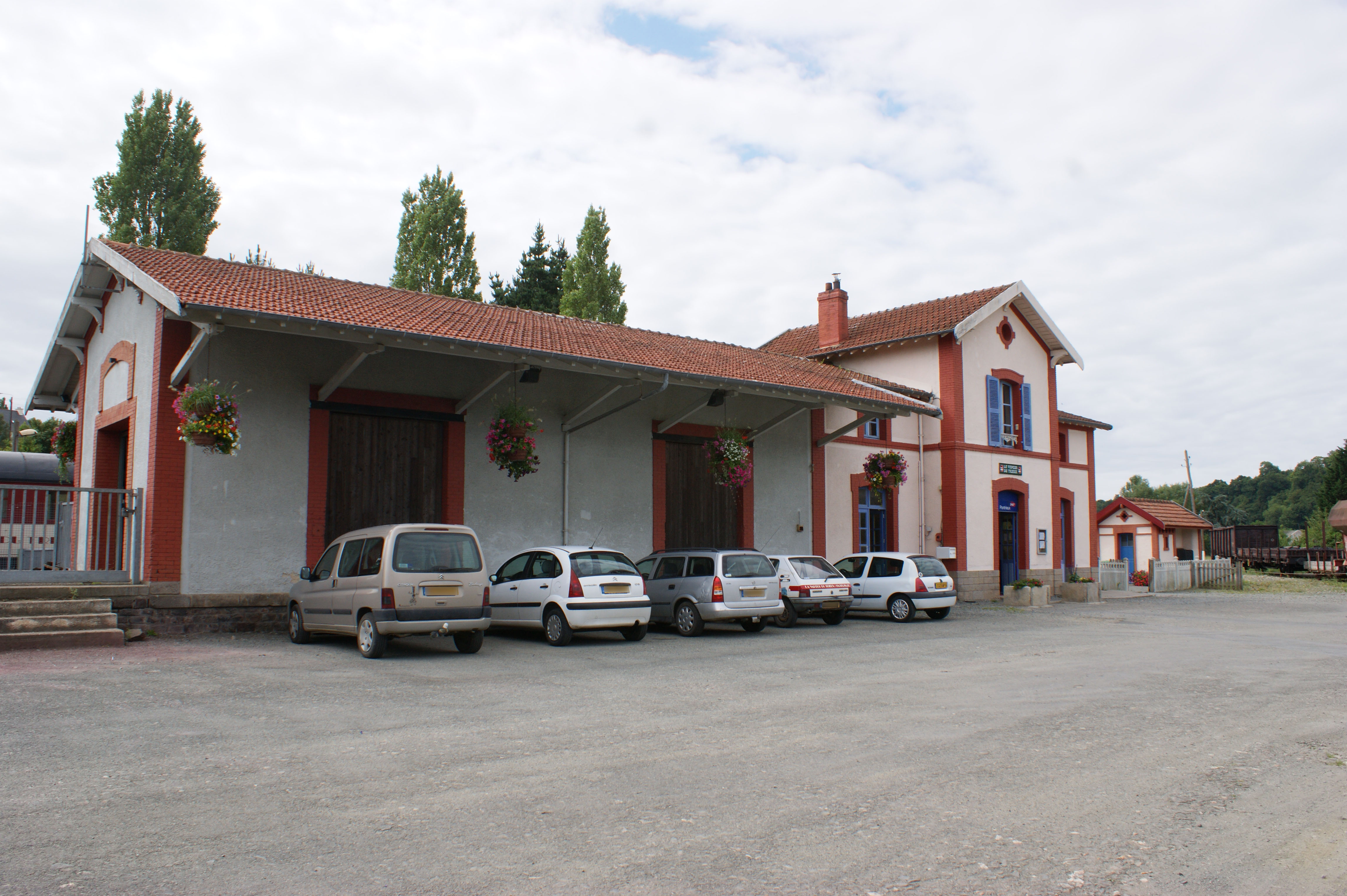
Bâtiment type du réseau breton
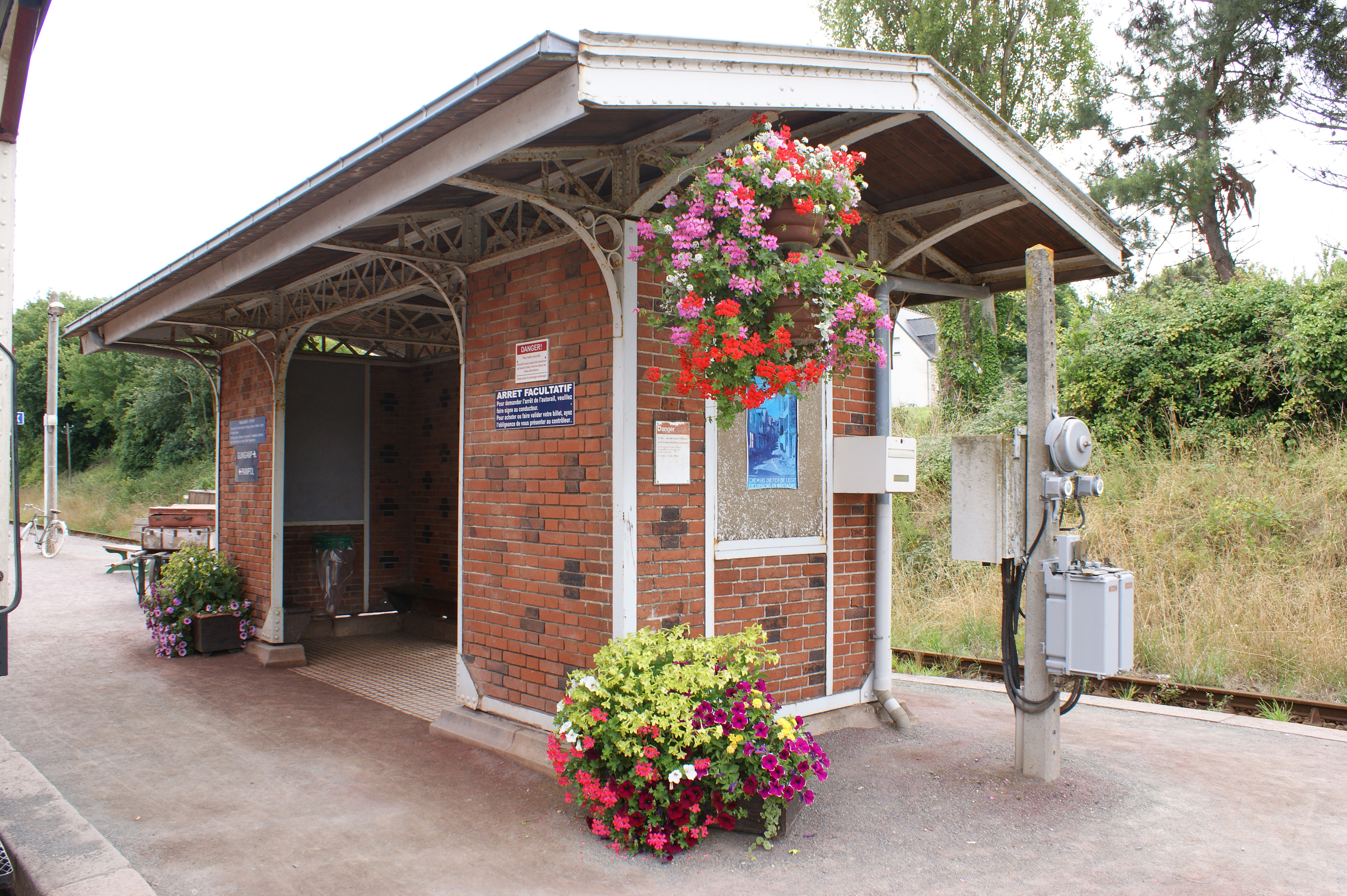
Abri de quai type réseau breton
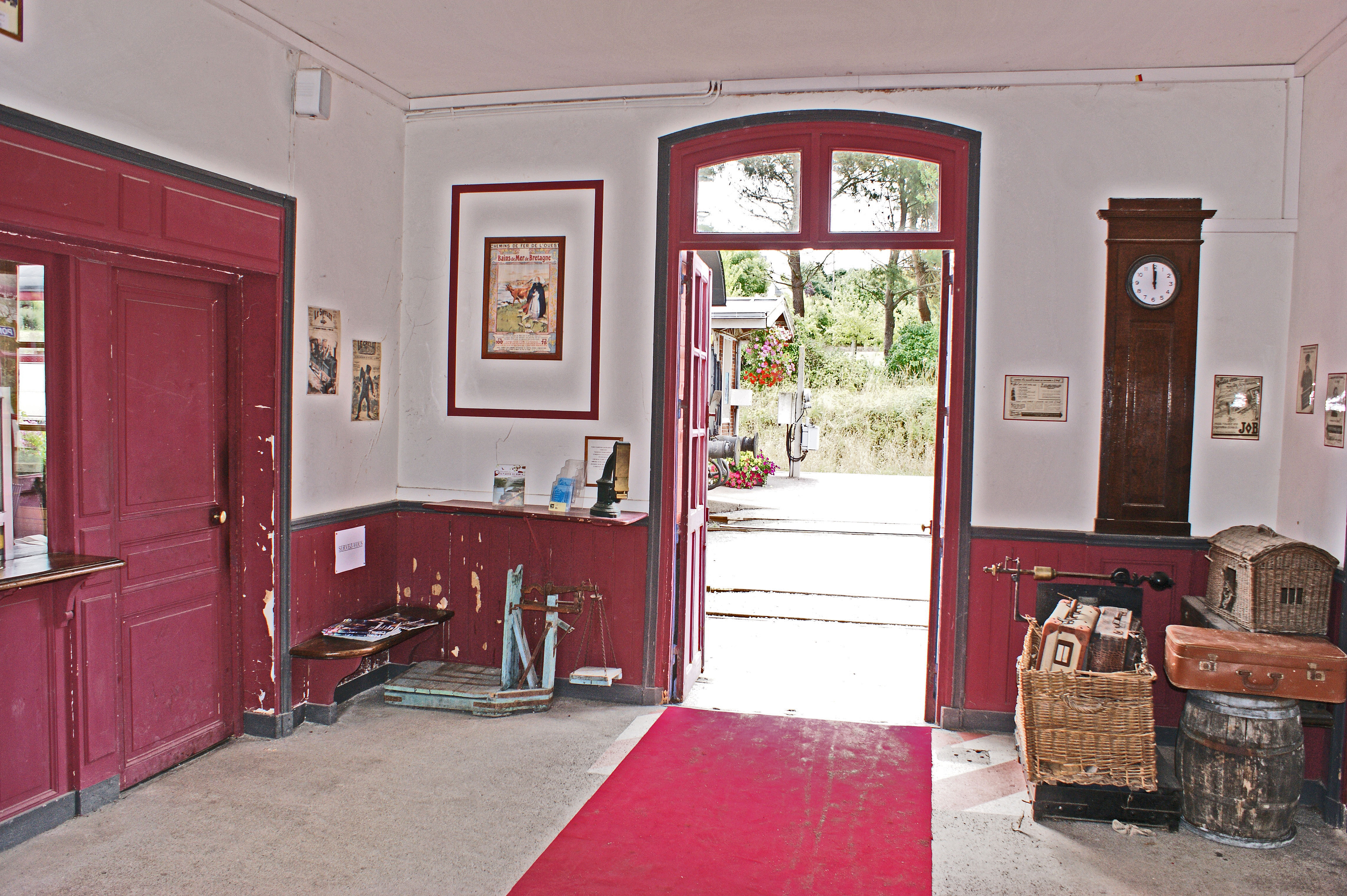
Salle du guichet pour l'entrée des voyageurs pendant la saison